# 布德盖布德盖
布德盖布德盖（Budge Budge），是印度西孟加拉邦South Twentyfour Parganas县的一个城镇。总人口75465（2001年）。

## 人口
该地2001年总人口75465人，其中男性41224人，女性34241人；0—6岁人口7285人，其中男3609人，女3676人；识字率70.19%，其中男性为75.24%，女性为64.10%。